# Callopistes flavipunctatus
Espèce
Synonymes
- Aporomera flavipunctata Duméril & Bibron, 1839
- Tejovaranus branickii Steindachner, 1877

Callopistes flavipunctatus est une espèce de sauriens de la famille des Teiidae.

## Répartition
Cette espèce se rencontre :

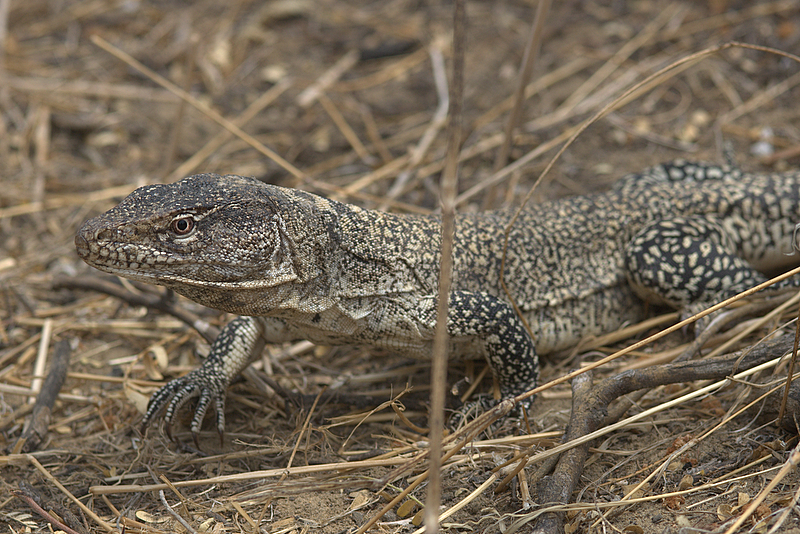

- au Pérou ;
- dans le sud de l'Équateur.

## Publication originale
- Duméril & Bibron, 1839 : Erpétologie Générale ou Histoire Naturelle Complète des Reptiles. vol. 5, Roret/Fain et Thunot, Paris, p. 1-871 (texte intégral).